# قراچه قیا
قراچه قیا، روستایی از توابع بخش ضیاءآباد شهرستان تاکستان در استان قزوین ایران است.
قراچه قیاکه درجنوب  غربی شهرضیاءابادبعدازروستای اورنه منتهی‌الیه جاده اسفالت قرارگرفته ودرهمسایگی روستای دولت ابادشهرابهراستان زنجان  قرارگرفته است قراجه قیاروستایی بازمین های زیادوحاصل خیزاست وبادره های پراب وباغات انگورشهره است درسالهای نچندان دورازتمام روستاهای اطراف  برای کاربه قراچه قیامی امدندقراچه قیاتشکیل شده ازطایفه های صادق بیگی/غلامرضایی/محمدبیگی/و...روستادردامنه دره ای پراب واقعه شده که دامنه روبروی ان باباغهاویونجه زارهای سرسبزچشم نوازساکنین است درکودکی وقتی به انجامی رفتم شبهای روستاپرستاره ترین اسمان راداشت وتابستانهای ان پرجنب جوش وخرمنهای پرازگندم وجوراداشت که هیچ موقع نظیران راندیدم تعدادبیشماری چشمه های پراب داردکه هنوزهم ساکنین وروستاهای پایین دست ازآن بهره مندهستندازجمله قشلاق بولاقی امام بولاقی یدالله بولاقی ایسی (ایسی=گرم)بولاقی قارابولاقی بوستان بولاقی سرین بولاقی گوزلوبولاقی کوربولاقی نوخودگولوودههاچشمه ریزودرشت دیگر(بولاق=چشمه)البته نام این روستابگفته ساکنین پیر۵۰سال پیش قراچه نوعی گندمی لاغروبی کیفیت که همراه گندم معمولی رشدمیکندقیا وقیه هم بمعنای تخته سنگهای ورق ورق که دریکی ازدره های روستای قراچه قیابنام قره قیه یعنی سنگهای سیاه بوفورپیدامی شود
نام روستای "قراچه قیا"  کلمه ای ترکی است . دو وجه تسمیه برای ان وجود دارد. اولین وجه تسمیه متشکل از دو کلمه "قرچی" به معنای عشایر و "قیه" به معنای سنگ بزرگ یا تخته سنگ یا کوه سنگی است.اما وجه تسمیه دوم را می توان صحیح تر به نام این روستا اطلاق نمود. این وجه تسمیه متشکل از سه کلمه "قره" به معنای سیاه، "جه" یا "جا" که همان معنای مکان را می دهد،  به اضافه "قیه" که به معنای تخته سنگ است. علت این که این نام را صحیح تر بر می شمرم این است که در اطراف، روستا هایی با نام "آقجه" یعنی جای سفید و "بوزجه" یعنی جای سرد  و در همسایگی این روستا نیز روستایی با نام "قینرجه" به معنای مکان جوشان وجود دارد و به همین دلیل این معنا را میتوان افضل دانست.به همین علت صحیح ترین تلفظ برای این روستا "قره جه قیه" می باشد.اواخرپاییز زمان مناسبی برای خوردن گردوها ی خوشمزه در زیر درختان زیبا این روستاست و آلوهای قرمز رنگ که بی نظیر هستند و دل شما رامیبرند 
روستای قراچه قیا به دلیل دوری از شهر نسبت به سایر روستاها دارای اب و هوایی لطیف، و مناظر منحضر به فرد روستایی و خانه های کاه گلی و نیز به دلیل قرار گرفتن در ارتفاعات بالاتر دارای هوای خنک می باشد.منظره ورودی روستا بسیار دلنشین است و اگر کسی یک بار به انجا سفر کرده باشد، حتما باز هم این تجربه را خواهان است. 
از جاذبه های گردشگری این روستا می توان به طبیعت بکر و چشمه های متعدد ان اشاره کرد که به زبان ترکی به آن "بلاغ" می گویند.از جمله این چشمه ها میتوان به "امام بلاغ" و "بستان بلاغ" اشاره کرد. در اطراف هر چشمه  رود 
و جنگلی است که پوشیده از درختان تبریزی و درختان میوه ای چون سیب ترش و الوی جنگلی و گل محمدی است. زمین های کشاورزی ابی نیز در اطراف همین جنگل ها و دارای باغات انگور و بادام و سیب و زرد الو و سایر میوه هاست.مردم این روستا بیشتر پیشه کشاورزی و دامداری دارند. محصول اصلی کشاورزی در این روستا گندم و جو است که البته به دلیل دارا بودن زمین های زیاد و بارش نسبتا مناسب بیشتر به صورت دیم است‌.
در کنار منطقه روستایی رودی نیز از پایین دست جاری است که در اطراف ان نیز طبیعت زیبایی نمایان است و این رود نه تنها این روستا بلکه روستاهای پایین دست مثل " اورنه" را نیز سیراب می کند.در گذشته جویی که در ترکی به آن " چای" می گویند نیز وجود داشت که از میان ده می گذشت ولی متاسفانه به دلیل خشکسالی دیگر از آن جوی آب خبری نیست.علت کم تعداد بودن جمعیت روستا مهاجرت جمعیت جوان روستا به شهر هایی چون ضیا اباد، اقبالیه، تاکستان، قزوین ، ابهر، تهران و کرج است ‌. ولی عمده جمعیت مهاجر این روستا در محله سید جمال الدین در شهر نظر آباد استان البرز ساکن هستند. 
و در این محله بسیار مشهور میباشند

## جمعیت
این روستا در دهستان دودانگه علیا قرار دارد و براساس سرشماری مرکز آمار ایران در سال ۱۳۸۵، جمعیت آن ۲۷۷ نفر (۶۸خانوار) بوده‌است.